# Торнадо (батальон МВД Украины)
«Торнадо» (Рота патрульной службы милиции особого назначения, РПСМОП, также батальон «Торнадо») — бывшее добровольческое спецподразделение МВД Украины. Создано в сентябре 2014 года для отражения российского вторжения, подразделение сформировано в структуре Главного управления МВД Украины в Запорожской области на базе личного состава расформированного добровольческого батальона «Шахтёрск». Рота «Торнадо» расформирована приказом министра внутренних дел Авакова 18 июня 2015 года после выявленных преступлений против гражданского населения и открытого неповиновения командованию.

## Создание
Украинский добровольческий батальон «Торнадо» был создан на основе батальона «Шахтёрск», расформированного за «неоднократные случаи мародёрства» и разбойных нападений. До своего роспуска бойцы батальона «Шахтёрск» принимали участие в боях в Донбассе в ходе объявленной АТО в районе Мариуполя, Марьинки, Песок, отличившись целым рядом преступлений и одиозных заявлений. Например, в отчёте украинской правозащитной организации «Украинский хельсинкский союз по правам человека» описан эпизод незаконного похищения бойцами «Шахтёрска» нескольких жителей Марьинки, которых сначала использовали как живые щиты для прикрытия от снайперского огня. Затем их некоторое время содержали с пластиковыми мешками на головах, подвергали избиениям и заставляли выполнять грязную и тяжёлую работу.
16 октября 2014 года министр МВД А. Аваков распорядился расформировать «Шахтёрск» из-за частых случаев мародёрства, а бывший председатель Службы внешней разведки генерал Н. Маломуж подтвердил наличие в батальоне серьёзных проблем с дисциплиной, которые препятствуют установлению нормальных отношений с местным населением. После расформирования часть личного состава «Шахтёрска» (группа сотрудников МВД, преимущественно жителей Луганской и Донецкой областей) оказалась в роте МВД «Торнадо», а другая часть вошла в подразделение МВД «Святая Мария», куда вошли добровольцы из «Шахтерска» и «Азова» от политической партии «Братство» Дмитрия Корчинского.
23 октября в Запорожье в пресс-центре «TEZIS.TV» прошла презентация нового спецподразделения МВД журналистам и представителям общественности. Командир Даниил Воля (псевдо — Первый) отметил, что подразделение будет функционировать в составе роты. Основная задача — противодействие сепаратизму на востоке Украины. Личный состав «Торнадо» планировал выполнять задачи разведывательно-диверсионного характера.
Значительное количество бойцов роты в прошлом имели судимости, в том числе неоднократные.
Уже 2 ноября 2014 года шестеро бойцов «Торнадо» были задержаны в Киеве Службой безопасности Украины с целым арсеналом оружия, который, со слов представителей СБУ, планировалось использовать для рейдерских действий. По версии командования «Торнадо», это были бойцы только что созданного подразделения МВД, но со старыми удостоверениями «Шахтерска», прибывшие в столицу за гуманитарной помощью, собранной волонтерами.
12 ноября бойцы «Торнадо» сообщили о конфликте с главой запорожской администрации Александром Сином, который отказался выполнять приказ министра МВД Авакова о размещении спецподразделения в городе, несмотря на то, что запорожский департамент жилищно-коммунального хозяйства якобы уже нашел помещение, а волонтеры — доставили пищевые продукты и предметы первой необходимости. По свидетельству представителей «Торнадо», в ходе переговоров с мэром их якобы пытались арестовать. Они обвинили мэра Запорожья в содействии сепаратизму. Син утверждал, что рота должна была размещаться не в Запорожье, а в Бердянске, и это было согласовано с командованием ВСУ.

## Деятельность

### Станица Луганская
С 1 января 2015 года рота была переведена в Луганскую область, в зону проведения АТО. Прибыв в станицу Луганскую, она разместилась в железнодорожной больнице, лишив её тем самым защищенного статуса. Использование больницы как базы воинского подразделения привело к тому, что она была обстреляна военными ЛНР. В посёлке Приволье опорным пунктом стала местная школа.
Вскоре по прибытии бойцы подразделения начали обыскивать прохожих на улицах и изымали их мобильные телефоны. Они объясняли это «проверкой» и обещали, что телефоны потом вернут в райгосадминистрации, но ни разу изъятое имущество так и не было возвращено. Поскольку в станице помимо «Торнадо» находились части батальонов «Чернигов», «Львов», батальона имени генерала Кульчицкого и 17-я танковая рота ВСУ (в общей сложности около 250 военнослужащих), к командирам других частей стали обращаться местные жители с жалобами на террор со стороны «Торнадо».
Еще будучи комбатом в «Шахтерске», командир «Торнадо» Руслан Онищенко неоднократно заявлял, что одной из главных задач его батальона в военное время является «зачистка» и выявление «скрытых врагов» среди населения.
Торнадовцы начали незаконные обыски жилых домов гражданских жителей, в ходе которых они «реквизировали» ценные вещи, избивали и унижали хозяев, угрожая их расстрелять. По воспоминаниям очевидца, «зачистку они проводили в нескольких районах станицы. Врывались в дома, ломали ворота, стреляли собак, выволакивали мужчин всех возрастов, строили их в колонны и под конвоем вели к себе на базу в подвал. При этом каждый из „пленных“ должен был нести с собой ценные вещи из дома, вплоть до телевизоров и другой бытовой техники. Торнадовцы жестоко избивали задержанных, а освобождать соглашались только за выкуп, у некоторых жителей просто нечем было платить, и они сутками обивали пороги их базы. Торнадовцы вели себя дерзко, впечатление было такое, что они специально провоцируют конфликты. Повлиять на их поведение никто не мог».
Известны случаи пропажи без вести людей, которых задерживали и отводили в железнодорожную больницу, где была оборудована тюрьма и производились пытки. В станице Луганской без вести пропали (возможно, были убиты) по меньшей мере 11 человек и 40 подвергались пыткам и издевательствам.
Редкие жалобы на превышение полномочий «торнадовцами» и «черниговцами» оставались без ответа со стороны правоохранительных органов. Волна недовольства нарастала, её поддержал глава Луганской областной военно-гражданской администрации Геннадий Москаль, который 17 июня 2015 г. обратился к министру внутренних дел с требованием вывести из станицы добровольческие вооружённые формирования: «Вместо того, чтобы сконцентрировать свои усилия и дать достойный отпор врагу, некоторые подразделения МВД Украины стали на путь совершения преступлений, а чтобы прикрыть свое недостойное поведение — выдают себя за борцов с „идейной“ контрабандой. В первую очередь это касается батальонов „Торнадо“ и „Чернигов“», — указал Г. Москаль.
В марте 2015 г. военная прокуратура открыла уголовное производство и выдвинула обвинение представителям батальонов «Торнадо» и «Чернигов» по поводу создания преступной организации, совершения насильственных действий и убийств.
После переброски других воинских частей на новые пункты дислокации «Торнадо» осталось полновластным хозяином в станице Луганской и других своих базах в области.

### Арест командования и расформирование
В середине июня 2015 года председатель Луганской администрации Г. Москаль обвинил бойцов «Торнадо» в блокировании грузоперевозок по железной дороге и потребовал от украинских силовых органов разоружить батальон. Представители батальона заявили, что они остановили всего один поезд, следовавший из Алчевска в Днепропетровск, который, по их словам, вёз контрабандный чугун.
17 июня 2015 года были задержаны восемь бойцов «Торнадо» и их командир Онищенко. Впоследствии на свободу были отпущены двое из восьми задержанных. Затем были задержаны ещё четверо бойцов.
Однако выяснилось, что сотрудники подразделения «Торнадо» устроили в подвале школы в Лисичанске пыточную камеру, где подвергали изнасилованиям и истязаниям местное гражданское население, включая несовершеннолетних и лиц пенсионного возраста независимо от их половой принадлежности.
После вскрытия многочисленных фактов насилия и убийств министр внутренних дел Аваков подписал приказ о расформировании роты «Торнадо». Бойцы «Торнадо» расформировываться отказались, заняли круговую оборону, заминировали периметр своей базы, установили автоматические гранатомёты, организовали шесть снайперских пар и подготовили к подрыву автомобиль при въезде. На какое-то время ситуация обострилась до предела, но полноценных боевых действий удалось избежать и батальон был переведён из Луганской области в Донецкую на расформирование.
Главный военный прокурор Украины Анатолий Матиос сообщил, что каждый четвёртый боец «Торнадо» имел судимость, а командир подразделения Р. Онищенко привлекался к уголовной ответственности пять раз. По заявлению Матиоса, в подвальных помещениях Привольненской школы имелись специально приготовленные средства для совершения насильственных действий, причинения телесных повреждений, нанесения побоев и пыток. По мнению прокурора, наиболее жестокими формами насилия стали сексуальные преступления против лиц мужского пола, совершённые в особо извращённой форме с видеофиксацией всего процесса на мобильные телефоны.

## После расформирования
9 октября 2015 года подразделение в составе бойцов, прошедших дополнительную спецпроверку, вошло в состав полка «Миротворец».
19 июня 2015 года следствие начало проводить экспертизу скандальных видеозаписей, изъятых у бойцов «Торнадо». В сентябре 2015 года украинская военная прокуратура объявила о завершении досудебного расследования по отношению к бойцам «Торнадо» и об инкриминировании им сразу семи статей уголовного кодекса (создание преступной организации, незаконное лишение свободы, похищения людей, пытки, «насильственное удовлетворение половой страсти неестественным способом» и т. п.). Бойцы батальона «Торнадо» заявляли, что тем временем в зоне АТО продолжается контрабанда и их это не устраивает. По причине закрытого судебного процесса ими была объявлена голодовка.
Рассмотрение объёмного дела из 80 томов, в котором участвовали 111 свидетелей и 13 потерпевших, продолжалось почти 2 года.
7 апреля 2017 года Оболонский районный суд Киева вынес обвинительный приговор в отношении 12 бойцов расформированного батальона «Торнадо». Экс-командир роты Руслан Онищенко получил 11 лет тюрьмы, его заместитель Николай Цукур — 9 лет, гражданин Беларуси Даниил Ляшук — 10 лет, Илья Холод — 9,5 лет. Экс-бойцы Борис Гульчук, Максим Глебов, Никита Куст получили по 9 лет тюрьмы каждый, Анатолий Пламадяла — 8 лет лишения свободы. Юрий Шевченко, Роман Иваш, Андрей Демчук и Никита Свиридовский были приговорены к 5 годам лишения свободы с испытательным сроком в 3 и 2 года.
В докладе Управления верховного комиссара ООН по правам человека деятельность бойцов «Торнадо» и «Донбасса» квалифицирована как военные преступления и было рекомендовано властям Украины продолжить процесс ратификации Римского статута и внести изменений в Уголовный кодекс, позволяющие вести уголовное расследование международных преступлений на национальном уровне.
Часть обвиняемых по делу содержалась в СИЗО с 2015 года, когда действовал «закон Надежды Савченко», позволявший засчитывать один день предварительного заключения за два дня отбывания наказания. Поэтому назначенные сроки наказания Куст, Гульчук, Глебов и Пламадяла отбыли в 2020 году, но продолжали оставаться под стражей по делу о беспорядках в СИЗО.
15 февраля 2021 года суд изменил меру пресечения по содержанию под стражей на круглосуточный домашний арест для Анатолия Пламаделу и Бориса Гульчука, после чего первый выехал отбывать наказание в Кривой Рог, а второй — в Полтаву.
17 марта 2021 Шевченковский суд города постановил отпустить под круглосуточный домашний арест Никиту Куста и Максима Глебова.
В июне 2021 года на свободу вышел Даниил Ляшук.
В июле 2022 года Шевченковский апелляционный районный суд отпустил на поруки экскомандира батальона «Торнадо» Руслана Онищенко. За него поручились диссидент советских времен, народный депутат Украины Степан Хмара и его жена Роксолана.
Как сообщает BBC Украина, по состоянию на апрель 2023 года все «торнадовцы» на свободе. Из судебных постановлений известно, что по крайней мере трое выпущенных после начала полномасштабного вторжения России пошли воевать. Среди них был Даниил Ляшук, погибший на Бахмутском направлении 1 апреля 2023 года.